# Mérida (Schiff)
Die Mérida ist ein Trimaran der seit 2021 der französischen Gesellschaft Oceanic Assistance gehört, ein auf die Hochsee-Rettung spezialisiertes Unternehmen mit Sitz in Lorient. Unter anderen Namen war das Schiff seit 1998 für Rekordfahrten, Charter, Rettungsmissionen und Kampf gegen Walfang genutzt worden.

## Geschichte
Der Trimaran wurde von Nigel Irens konstruiert mit dem Ziel eine Erdumrundung in unter 80 Tagen zu schaffen, gemäß dem Roman Reise um die Erde in 80 Tagen von Jules Verne. Segelboote schaffen dies nach den Regeln der Jules Verne Trophy bereits seit 1994, der Rekord liegt seit 2017 bei 40 Tagen.
Der stabilisierte Einrumpf-Trimaran wird von zwei Dieselmotoren angetrieben, ist 35 Meter lang und bis zu 24 Knoten schnell. Als Cable and Wireless Adventurer wurde die Erde im Sommer 1998 in 74 Tagen, 20 Stunden und 58 Minuten umrundet, nach mehr als 22.600 Seemeilen (41.855 km). Dies war bei den Guinness World Records die Bestleistung für ein Motorschiff, bis die Earthrace im Jahre 2008 60 Tage benötigte – so lange wie bereits 1960 das US-amerikanische Atom-U-Boot USS Triton in Tauchfahrt. Die von Earthrace benötigten 115.000 Liter Biodiesel-Treibstoff wurden vorher in zwölf Zwischenstopphäfen gelagert.
Ab 2007 als Ocean 7 Adventurer war das Schiff in Südafrika für Charterfahrten und gelegentliche Rettungseinsätze. Im Dezember 2007 wurde die Yacht IMOCA 60 Delta Dore aus dem Südpolarmeer geborgen. Im Jahr 2008 wurde der Trimanran als Rat Race Media Adventurer der Star der TV-Serie Aqua X die auf kykNET von Oktober 2008 und bis Januar 2009 ausgestrahlt wurde. Im November 2009 wurde die Ocean 7 Adventurer von „Miles for Smiles“ gechartert um David Grier zu begleiten der etwa 550 km (342 Meilen) von Nacala in Mosambik nach Cap St Andre auf Madagaskar paddelte. Dazu erhielt sie mit dem „Miles for Smiles“-Ornat einen neuen Look.
Die Earthrace ging 2009 für eine Million US-Dollar in den Besitz des Industriellen Ady Gil über und wurde, nach ihm benannt, ab Oktober 2009 von der Sea Shepherd Conservation Society gegen den Walfang durch japanische Fischer in der Antarktis eingesetzt. Dabei kollidierte ein Begleitschiff der japanischen Walfangflotte im Januar 2010 mit der Ady Gil, diese sank später.
Als Ersatz für Ady Gil bzw. Earthrace wurde der größere und stabilere Vorgänger-Rekord-Trimaran für 4 Mio. US$ erworben. Die französische Metal-Band Gojira hatte sich 1996 als Godzilla gegründet, trat aber ab 2001 unter dem japanischen Originalnamen des Filmmonsters auf. Als Unterstützer von Sea Shepherd, und aufgrund des passenden Zusammenhangs, wurde der Trimaran nach der Band als Gojira benannt im Südhalbkugel-Sommer 2010/11 unter der Operation No Compromise in Antarktisgewässern eingesetzt, dabei wurde im Rossmeer die Nisshin Maru gestellt, ein Fabrikschiff zur Verarbeitung von Walfleisch. Die Gojira stieß dabei bis 76°30' südliche Breite vor, das gilt als Rekord für Mehrfachrumpfschiffe.
Im Mai 2011 wurde die Sea Shepherd Conservation Society von den Rechteinhabern der „Gojira/Godzilla Franchise“, dem japanischen Filmstudio Tōhō, über die nicht autorisierte Nutzung der Marke „Godzilla“ informiert. Die Gesellschaft änderte daraufhin den Namen des Schiffes in Brigitte Bardot zu Ehren der französischen Schauspielerin Brigitte Bardot, die sich seit Jahrzehnten für Tierschutz einsetzt. Sea Shepherd Deutschland distanzierte sich 2012 von ihr.
Bei einer erneuten Verfolgung des japanischen Walfangschiffes Nisshin Maru Ende 2011 wurde die Brigitte Bardot 2.300 km südwestlich von Australien von einer Riesenwelle erfasst und beschädigt. Die Steve Irwin aus der Verfolgerflotte eilte zu Hilfe und begleitete das havarierte Schiff in den Hafen von Fremantle. Die Brigitte Bardot wurde für
US$ 250.000 Spendengelder repariert und war unter anderem in der Dokumentations-Serie Whale Wars zu sehen.
Ab April 2012 war das Schiff wieder einsatzfähig. Im Verlauf der Covid19-Epidemie verkaufte Sea Shepherd das Schiff.